# Microcara dufaui
Microcara dufaui is een keversoort uit de familie moerasweekschilden (Scirtidae). De wetenschappelijke naam van de soort werd in 1947 gepubliceerd door Edmond Fleutiaux, Legros, Lepesme & Paulian.